# Regierungsbezirk Zichenau

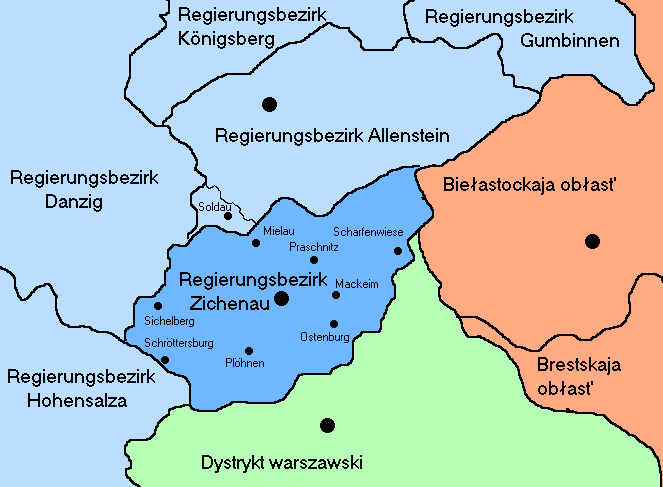
Karta över Regierungsbezirk Zichenau.

Regierungsbezirk Zichenau, även benämnt Südostpreußen, var ett regeringsdistrikt som existerade under Tredje rikets ockupation av Polen 1939–1945. Distriktet hade en areal på 12 000 km².